# Флаг Череповецкого района
Флаг Черепове́цкого муниципального района — опознавательно-правовой знак, составленный и употребляемый в соответствии с вексиллологическими правилами, служащий официальным символом Череповецкого муниципального района Российской Федерации, единства его территории, населения и принципов самоуправления.
Утверждён 27 февраля 2002 года и внесён в Государственный геральдический регистр Российской Федерации с присвоением регистрационного номера 1034.

## Описание
Представляет собой полотнище с отношением ширины к длине 2:3, несущее изображение фигур и цветов полей герба в упрощённой версии.
Описание герба гласит: «Щит горизонтально пересечён на два поля. Верхнее — зелёное, нижнее — лазоревое. В нижнем поле изображена серебряная гора. В центре щита — взлетающая серебряная утка-гоголь с червлёными лапами»[значимость факта?].

## Обоснование символики
Разделение полотнища флага на зелёную и синюю полосы символизирует экологическую чистоту природы Череповецкого района, на территории которого расположен Дарвинский заповедник.
Взлетающая утка-гоголь, вернувшаяся на прежние места обитания после создания Рыбинского водохранилища на территории заповедника, символизирует культурное возрождение и экономическое развитие района. Серебряный цвет перекликается с цветом натуральной окраски утки-гоголя (изображённой в данном положении) преимущественно белым.
Гора — элемент исторического герба города Череповца (районного центра).